# 坪内淳
坪内 淳（つぼうち じゅん、1969年 - ）は、日本の国際政治学者。専門は、国際政治学・安全保障。母は俳優の坪内ミキ子。

## 略歴
早稲田中学校・高等学校、早稲田大学政治経済学部政治学科卒、1997年同大学院政治学研究科博士課程単位取得満期退学。
山梨大学教育人間科学部専任講師、助教授、准教授を経て、2015年4月より聖心女子大学文学部国際交流学科教授。2001-02年、フルブライト奨学金にて、ハーバード大学客員研究員（ケネディ行政大学院ベルファー国際問題研究所・国際安全保障プログラム・フェロー）。

## 著書

### 共編著
- （岩崎正洋）『政治のレシピ――「旬の素材」で読むニッポン事情』（メタブレーン, 2006年）
- （岩崎正洋）『政治学の現在シリーズ （1）国家の現在』（芦書房, 2007年）

### 訳書
- ジョン・ルイス・ギャディス（五味俊樹・宮坂直史・阪田恭代・太田宏）『ロング・ピース――冷戦史の証言「核・緊張・平和」』(芦書房, 2002年）
- チャールズ・カプチャン『アメリカ時代の終わり（上・下）』（日本放送出版協会［NHKブックス］, 2003年）
- アンワル・イブラヒム『“マレーシア発”アジア的新生』（論創社, 2003年）

## 論文

### 雑誌論文
- 「欧州安全保障協力会議(CSCE)における信頼醸成措置(CBM)の確立と発展――ヘルシンキ宣言とストックホルム文書を中心として」『早稲田政治公法研究』第47号(1994年)
- 「欧州安全保障協力会議(CSCE)の機構化と信頼醸成措置(CBM)の意義変化――冷戦終結の文脈の中で」『早稲田政治公法研究』第50号(1995年)
- 「『信頼醸成』――国際安全保障理論の新たな視角」『早稲田政治公法研究』第51号（1996年）
- 「ヨーロッパは新たな世紀の安全保障モデルとなるか――相互不信と規範構築をつなぐOSCEプロセス」『外交時報』第1340号（1997年）
- 「OSCEプロセスとASEAN――アジア太平洋の安全保障分析枠組への序説」『国際政治』第116号（1997年）
- 「安全保障対話とは何か――アジア太平洋におけるその意義と脱冷戦型安全保障研究の展望」『新防衛論集』第27巻第3号（1999年）
- 「東アジア地域安全保障への新たな視座-安全保障の地域化と『非伝統的』アプローチ」『問題と研究』2006年9・10月号
- 「国際関係における越境問題の位相――日本の外交安全保障政策アジェンダ・セッティングの根本的誤謬」『公共政策研究』7号（2007年）

### 単行本所収論文
- 「安全保障の理論」中原喜一郎・青木一能編『国際政治の理論』（東海大学出版会、1997年）
- 「冷戦後の国際システムと経済安全保障」日本学術協力財団編『冷戦後のアジアの安全保障』（大蔵省印刷局、1997年）
- 「『脱戦争』型国際関係はいかに確立されたか――日米関係および欧州から見た三要素」加藤朗編『脱冷戦後世界の紛争』（南窓社、1998年）
- 「外務省の政策形成過程」城山英明・鈴木寛・細野助博編『中央省庁の政策形成過程――日本官僚制の解剖』（中央大学出版部、1999年）
- 「ヨーロッパの地域的安全保障」小川有美編『EU諸国』（自由国民社、1999年）
- 「信頼醸成概念の再構築へ向けて――冷戦型定義からの脱却と普遍的可能性」山本武彦編『国際安全保障の新展開――冷戦とその後』（早稲田大学出版部、1999年）
- 「現代の戦争と平和」岩崎正洋・植村秀樹・宮脇昇編『グローバリゼーションの現在』（一藝社、2000年）
- 「アジア太平洋における予防外交の有効性、可能性、展望――欧州の事例から何を学ぶか」吉川元編『予防外交』（三嶺書房、2000年）
- 「国際介入への地域的アプローチ――介入の『正統性』と地域機構」広島市立大学広島平和研究所編『人道危機と国際介入――平和回復の処方箋』（有信堂、2003年）
- 「『西側』の溶解か、再生か？――米欧関係の変容と冷戦型国際秩序の崩壊」五味俊樹・滝田賢治編『9・11以後のアメリカと世界』（南窓社、2004年）
- 「地域機構は役に立つか」大芝亮・藤原帰一・山田哲也編『平和政策』（有斐閣、2006年）